# لوران غباغبو
لوران كودو غباغبو (بالفرنسية: Laurent Koudou Gbagbo)‏ (مواليد 31 مايو 1945) مؤسس حزب الجبهة الشعبية الإفوارية ورئيس كوت ديفوار من سنة 2000 حتى اعتقاله في أبريل 2011 بعد أن رفض التنحي للفائز بالانتخابات الحسن واتارا. تم تسليمه في 29 نوفمبر 2011 إلى المحكمة الجنائية الدولية في لاهاي.
ولد لوران غباغبوا في 31 مايو 1945 في قرية قرب مدينة غانيوا بكوت ديفوار لأسرة مسيحية كاثوليكية. كان أستاذا للغة الإنجليزية في جامعة كوكودي-آبيجان، وثم مدير كلية اللغات والثقافة. في عام 1982 أسس جبهة شعب ساحل العاج، ثم هرب إلى فرنسا في عام 1985، وعاد في عام 1988.
شارك في الانتخابات الرئاسية في عام 1990، وحصل على 11% من أصوات الناخبين. بعد ذلك أصبح وزيراً للتعليم، وفي الانتخابات الرئاسية في عام 2000، أعلن القائد العسكري روبار غي نفسه فائزا، لكن غباغبو أنكر ذلك وأعلن أنه حصل على 59.4% من أصوات الناخبين، وثار محتجون من العاصمة آبيجان ضد روبار غي فأخرجوه، وأصبح رئيسًا لكوت ديفوار في 26 أكتوبر 2000.
في 19 سبتمبر 2002 بدأت الحرب الأهلية في ساحل العاج، فأخذت الحركة الوطنية لساحل العاج شمال البلاد، لكن بقي الجنوب معه.

## انتخابات 2010 الرئاسية
في 2 ديسمبر 2010، وبعد تأجيل متكرر، أعلنت اللجنة الانتخابية المستقلة بكوت ديفوار وبعد 3 أيام من الانتخابات المقررة بموجب القوانين المحلية، الحسن واتارا فائزا في الجولة الثانية من انتخابات الرئاسة في البلاد. رئيس المجلس الدستوري والمعروف بتأيديه للرئيس الحالي لوران غباغبو، رفض نتائج اللجنة الانتخابية المستقلة على الفور ليؤدي هذا لتجدد التوتر في البلاد.
قام الجيش باغلاق الحدود ومنع المؤسسات الإخبارية الأجنبية من بث أخبارها من داخل كوت ديفوار. فيما دعت وزيرة الخارجية الأمريكية هيلاري كلينتون الحكومة إلى «التصرف بمسؤولية وبطريقة سلمية».
غباغبو كان قد أدى اليمين الدستورية لولاية ثانية مدتها خمس سنوات في 4 ديسمبر، قائلا وفي تحد: «سأواصل العمل مع جميع بلدان العالم، ولكنني لن أتخلى أبدا عن سيادتنا» فيما اندلعت أعمال عنف وإطلاق نار متفرقة في أجزاء مختلفة من البلاد بما في ذلك العاصمة الاقتصادية أبيدجان.
وكانت الأمم المتحدة والاتحاد الأفريقي والاتحاد الأوروبي وفرنسا والولايات المتحدة قد طالبت لوران غباغبوا والمسؤولين المؤيدين له بالاعتراف بشرعية رئاسة الحسن واتارا كرئيس منتخب لكوت ديفوار. فيما هددت عدة جهات غباغبوا ومؤيديه بعقوبات في حال تمسكهم برفض تسليم السلطة للرئيس المنتخب. وهدد رؤساء دول المجموعة الاقتصادية لغرب إفريقيا المجتمعون في أبوجا بنيجيريا يوم 24 ديسمبر 2010 باللجوء إلى القوة لإجبار غباغبو للتخلي عن السلطة لفائدة واتارا.
وتم اعتقاله يوم 11 أبريل 2011.

## وصلات خارجية
- لوران غباغبو على موقع الموسوعة البريطانية (الإنجليزية)
- لوران غباغبو على موقع مونزينجر (الألمانية)
- الموقع الرسمي